# ジョン・ペティ
ジョン・ペティ（John Pettie RA、1839年3月17日 - 1893年2月21日）はスコットランド生まれの画家である。風俗画や肖像画を描いた。

## 略歴
エディンバラに生まれた。1852年に家族とスコットランド、イースト・ロージアンのイースト・リントンに移った。父親は美術の道に進むことに反対したが、描いて見せた村の若者とロバの絵は絵の才能を父親に納得させた。
16歳でエディンバラの美術学校、トラスティーズ・アカデミー(Trustees Academy)に入学し、ロバート・スコット・ローダーに学んだ。同時期の学生にはウィリアム・オーチャードソン(1832-1910)やジョン・マクワーター(1839-1911)、ウィリアム・マクタガート(1835-1910)、ジョージ・チャルマーズ(1833-1878)らがいた。1858年に王立スコットランド・アカデミーの展覧会に、スコットランドの小説家ウォルター・スコットの小説の場面を描いた絵と、2点の肖像画を出展した。ウォルター・スコットの小説の場面はその後も何度も描くことになった。1859年にも王立スコットランド・アカデミーの展覧会に出展し、1860年には、ロンドンのロイヤル・アカデミー・オブ・アーツの展覧会に出展し翌年、ロンドンに移り、オーチャードソンと共同でスタジオを開いた。
1866年にロイヤル・アカデミーの準会員に選ばれ、1874年にエドウィン・ランドシーアの後任として正会員に選ばれた。
熱心なアマチュア音楽家でもあり、若いスコットランドの作曲家、ヘイミッシュ・マッカンを自らのスタジオでコンサートを開くなどして支援した。ペティの娘はマッカンと結婚した。

## 作品

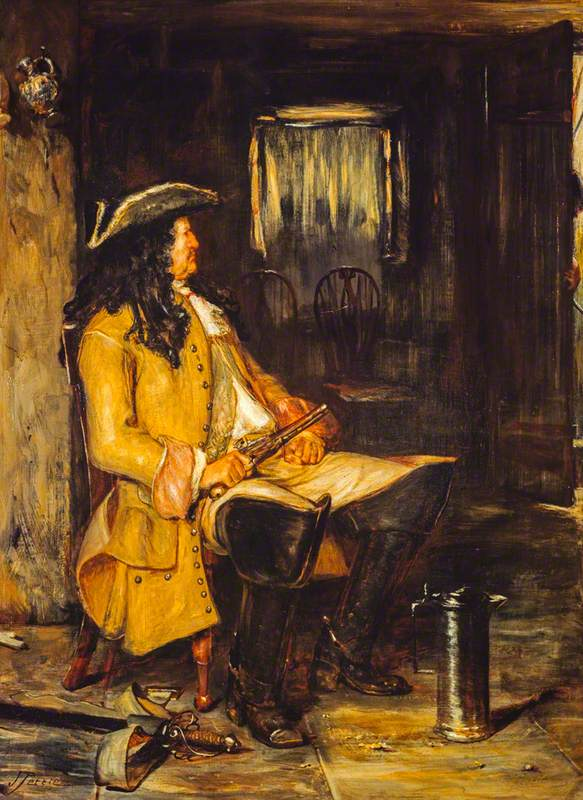
Who Goes
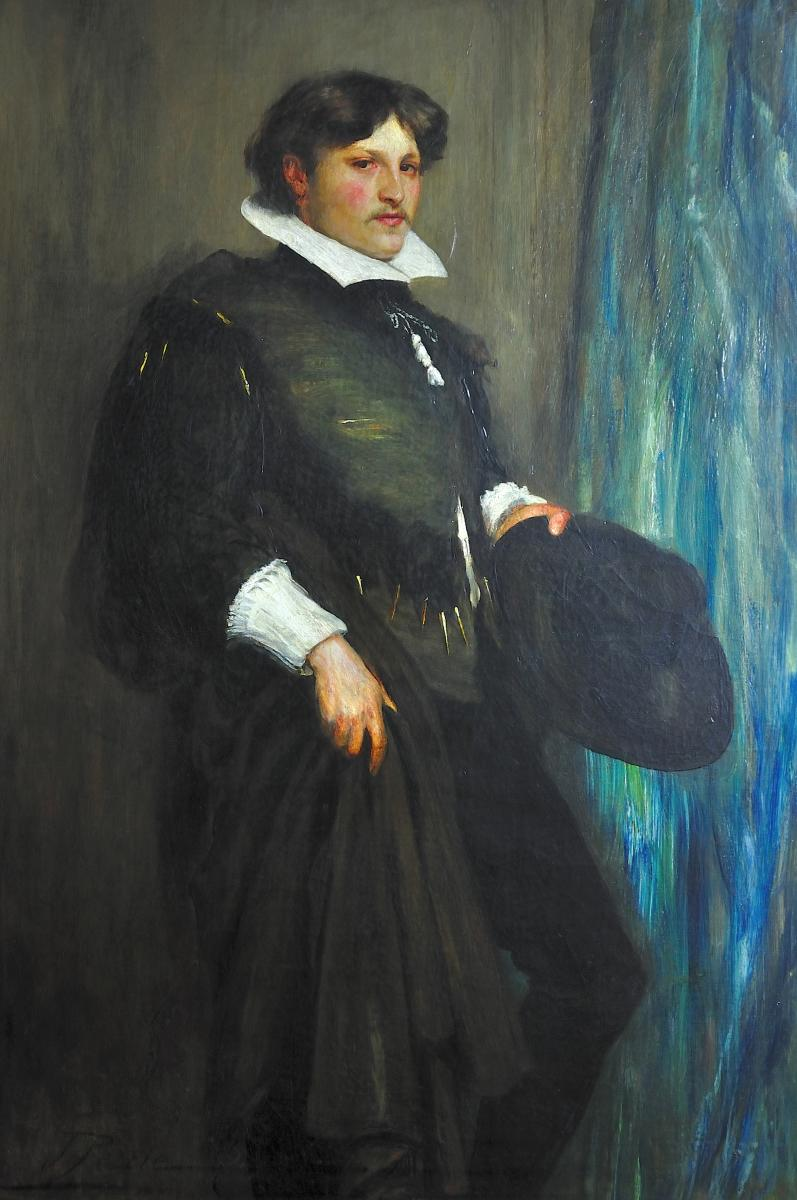
16世紀の衣装を着た肖像画
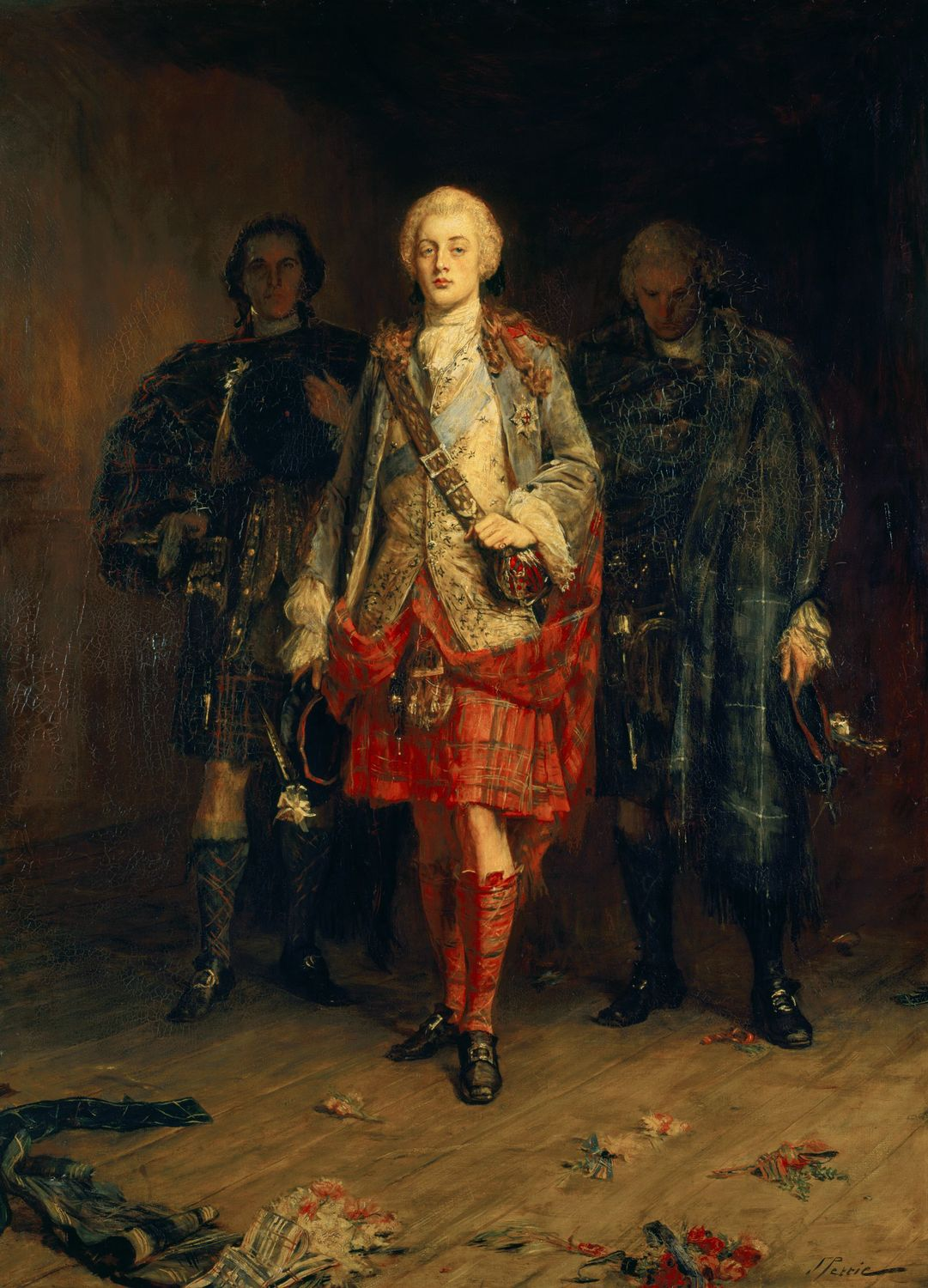
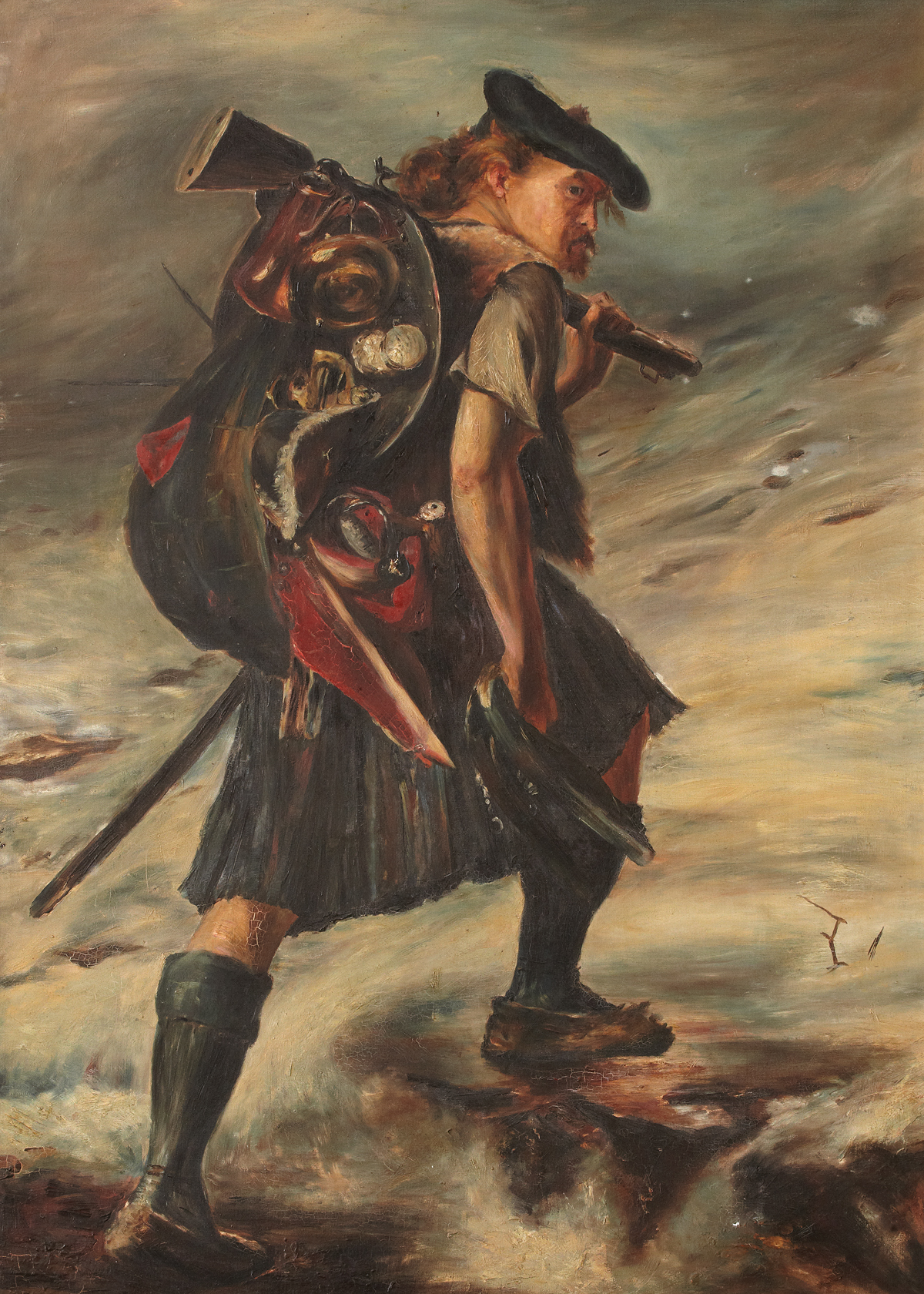

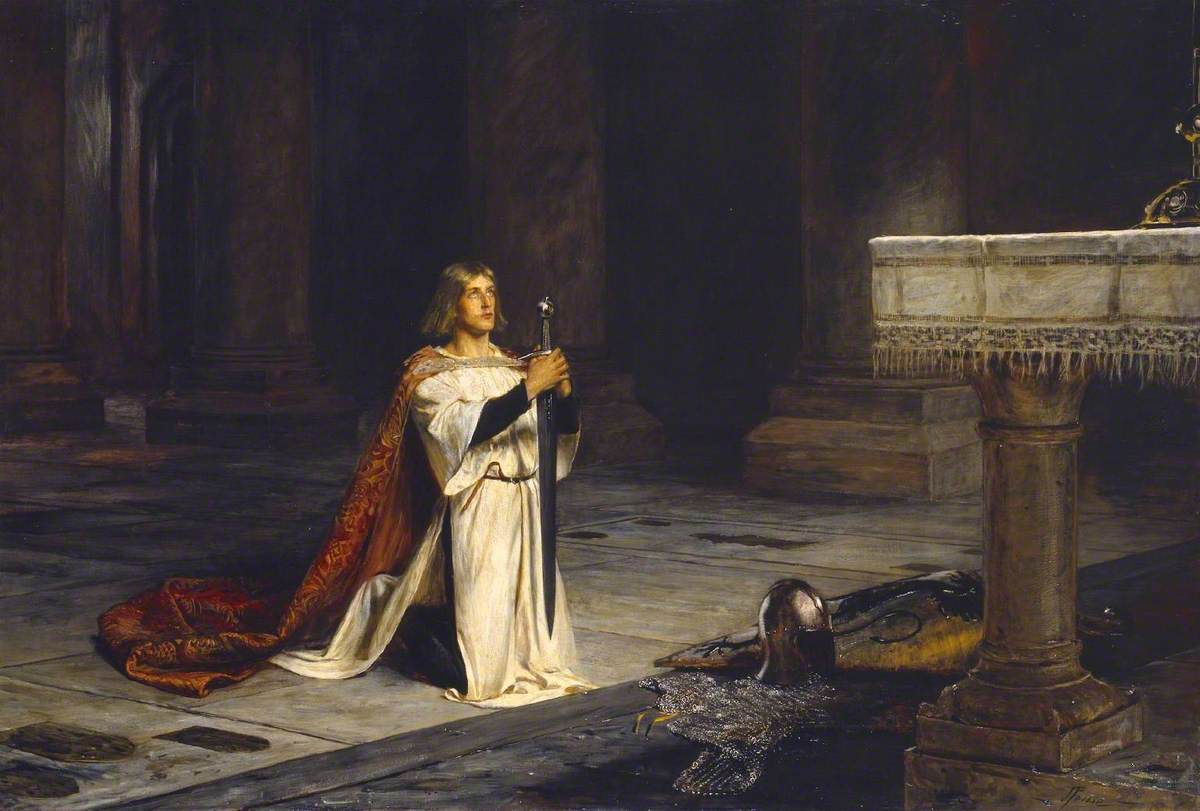
The Vigil
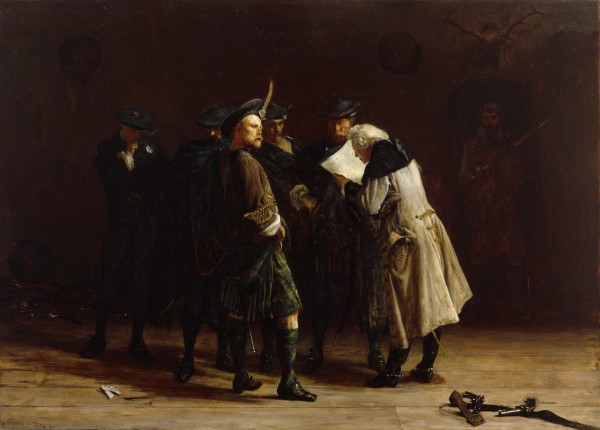
ジャコバイト (1874)
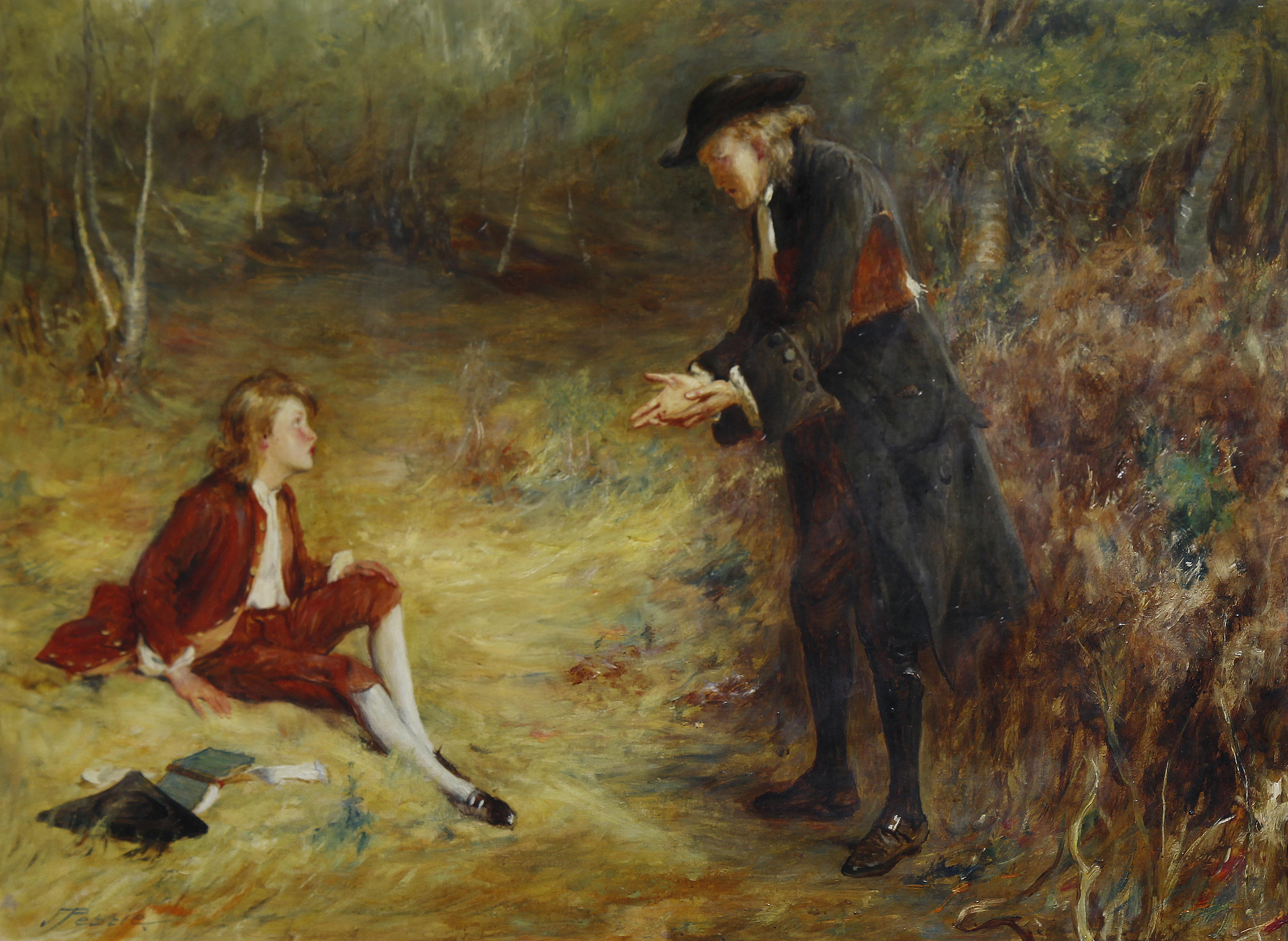
路傍の説教者